# 블루 (2003년 영화)
"블루"(영어: Blue)는 2003년 개봉한 대한민국의 영화이다.

## 캐스팅
- 신현준 - 해군 해난구조대 김준 대위 역
- 신은경 - 강수진 소령 역
- 김영호 - 이태현 대위 역
- 공형진 - 박수길 중사 역
- 류수영 - 이경일 중사 역
- 이일재 - 최형수 중령 역
- 김해곤 - 김진만 대령 역
- 조상건 - 민덕만 제독 역
- 조원희 - 송 원사 역
- 정호빈 - 최 상사 역
- 이윤건 - 조 상사 역
- 서진호 - 해양의료원 군의관 김 중위 역
- 이명호 - 한반도함 잠수함 부함장 권 소령 역
- 김만 - 한반도함 잠수함 함장 역
- 윤희원 - 잠수함 대원 역
- 한영수 - 청해진함 대원 역
- 김정석 - 잠수함 대원 역

## 수상
- 제26회 황금촬영상 시상식 신인촬영상(최지열)

## 같이 보기
- 한국 영화